# Aleksandr Aleksándrovich Vólkov
Aleksandr Aleksándrovich Vólkov (27 de diciembre de 1885 – 22 de mayo de 1942) fue un director, guionista y actor cinematográfico ruso, exiliado de su país tras la Revolución rusa.

## Biografía
Nacido en Moscú, Rusia, Volkoff trabajó primero como guionista y autor de intertítulos para la sociedad de producción Thiemann & Reinhardt. Su primer film como director, Sny mimoliótnye, sny bezzabótnye snyátsya lish raz, se rodó en diciembre de 1913.
Tras una película biográfica sobre Ismail Gaspirali, en 1914 rodó Garun bezhal bystree lani. Posteriormente se asoció con el actor Ivan Mosjoukine y realizó una serie de filmes para Pathé/Le Film Russe: Le Coeur du mal, Au sommet de sa gloire, Zelyonyy pauk y, sobre todo, Otets Sergiy, película codirigida con Yákov Protazánov a partir de la obra de León Tolstói y con producción de Iósif Ermóliev. A continuación filmó Kulisy ekrana, Konkurs krasotý, Est coupable, Ne nado krovi y Lyudi guíbnut za metall (1919), con Nicolas Rimsky.
La revolución rusa le obligó a abandonar Rusia, yendo a vivir a Francia en marzo de 1920 en compañía de Iósif Ermóliev y de su pequeña troupe, Iván Mozzhujin, Nathalie Lissenko, Nicolas Rimsky y el productor Aleksandr Kámenka. Allí fueron conocidos como los rusos blancos. Ermóliev fundó su sociedad Albatros, para la cual Alexandre Volkoff dirigió L'échéance fatale en 1921 (con Nicolas Rimsky y Laurent Morléas) y La casa del misterio (a partir de la novela de Jules Mary), con Iván Mozzhujin y Charles Vanel.
Después rodó Kean, el comediante, en 1924, con actuaciones de Iván Mozzhujin, Nathalie Lissenko y Nicolas Koline, Les ombres qui passent (1924), Casanova (1927) y Geheimnisse des Orients (1928).
En 1927, Alexandre Volkoff fue ayudante de dirección de Abel Gance en el rodaje de Napoleón. Su primer film sonoro, producido por Universum Film AG, fue Der weiße Teufel (1930), con Iván Mozzhujin, Lil Dagover y, en su debut en la pantalla, Peter Lorre.
En 1934, Iósif Ermóliev produjo La mille et deuxième nuit, que dirigió Alexandre Volkoff, con Iván Mozzhujin y Tania Fédor en el reparto. Mozzhujin encarnaba al Príncipe Tahar, pero el cine sonoro empezaba a poner trabas a los actores rusos a causa de su acento.
Gaumont produjo su Enfant du carnaval en 1934, con interpretación de la misma pareja y de Saturnin Fabre y Camille Bardou, y con guion escrito en colaboración con Jean Sablon.
En 1936, Volkoff dirigió una cinta alemana, Stenka Razin, con Hans Adalbert Schlettow, en la que se narra la sublevación de Stenka Razin en 1671 contra el zar Alejo I de Rusia. Su última película, Amore imperiale, fue realizada en Italia en 1941 y producida por los estudios Titanus.
Alexandre Volkoff falleció en Roma, Italia, en 1942.

## Filmografía

### Director
| - 1913 : Sny mimoliótnye, sny bezzabótnye snyátsya lish raz - 1914 : Ismaíl Bey - 1914 : Garun bezhal bystree lani - 1914 : Belle comme la mort - 1916 : Le Cœur du mal - 1916 : Au sommet de sa gloire - 1916 : Zeliony pauk - 1916 : Yego glazá, codirigida con Vyacheslav Viskovsky - 1917 : Otéts Serguiy, codirigida con Yákov Protazánov - 1917 : Kulisy ekrana, codirigida con Georg Asagaroff - 1917 : Konkurs krasoty - 1917 : Est coupable - 1917 : Ne nado krovi, codirigida con Yákov Protazánov | - 1919 : Lyudi gibnut za metall - 1921 : L'Échéance fatale - 1923 : La Maison du mystère - 1924 : Kean, el comediante - 1924 : Les Ombres qui passent - 1927 : Casanova - 1928 : Geheimnisse des Orients - 1930 : Der weiße Teufel - 1933 : La Mille et deuxième Nuit - 1934 : L'Enfant du carnaval - 1936 : Stenka Razin - 1941 : Amore imperiale |

### Guionista
| - 1917 : Otets Sergiy - 1917 : Kulisy ekrana - 1920 : L'Angoissante Aventure, de Yakov Protazanov - 1924 : Kean - 1924 : Âme d'artiste, de Germaine Dulac | - 1927 : Casanova - 1928 : Geheimnisse des Orients - 1930 : Der weiße Teufel - 1941 : Amore imperiale |

### Actor
| - 1913 : Razbítaya vaza, de Yákov Protazánov - 1913 : Klyuchí schástiya, de Vladímir Gardin y Yákov Protazánov - 1915 : Portret Doryana Greya, de Vsévolod Meyerhold y Mijaíl Doronin | - 1917 : Krestny put, de Yákov Protazánov - 1921 : La Pocharde, de Henri Étiévant |